# Propellany
Propellany są grupą tricyklicznych cykloalkanów, powstałych w wyniku "nadbudowania" trzech pierścieni alifatycznych na pojedyncze wiązanie kowalencyjne węgiel-węgiel. Propellany można również zdefiniować jako rodzinę padlanów, w której jedno z wiązań mostkowych łączy bezpośrednio ze sobą dwa zwornikowe atomy węgla ([0.k.l.m]padlany, gdzie k, l, m = 1, 2...).
Charakterystyczną cechą propellanów jest obecność atomów węgla o niezwykłej geometrii, tzw. odwróconej geometrii czworościennej, (ang. inverted tetrahedral geometry) niezgodnej z klasyczną hipotezą van't Hoff'a i Le Bella. W atomie takim jedno z wiązań z koordynacji czworościennej jest "odbite" względem płaszczyzny do niego prostopadłej. Zjawisko takie jest czymś wyjątkowym w stereochemii związków organicznych. Najprostszymi propellanami są [1.1.1]propellan (C5H6) i [2.2.2]propellan (C8H12). 1,3-dehydroadamantany są [1.3.3]propellanami z rodziny adamantanów.

## Nomenklatura
Nazwa "propellan" pochodzi od tego, że kształt tych cząsteczek przypomina kształt śmigła (ang.  propeller ).
Nazwy prostych propellanów tworzy się w formie  [k.l.m]propellan , gdzie  k ,  l  i  m  są liczbami naturalnymi, z których każda mówi ile jednostek (CH2) oddziela w danym mostku zwornikowe atomy węgla. I tak [1.2.3]propellan, to związek, w którym zwornikowe atomy węgla są połączone ze sobą jednym wiązaniem bezpośrednim oraz mostkami alifatycznymi: metylenowym, etylenowym i propylenowym.

## [1.1.1]Propellan
[1.1.1]Propellan  jest najmniejszym propellanem, zbudowanym z trzech sprzężonych pierścieni cyklopropylowych posiadających jedno wspólne wiązanie kowalencyjne węgiel-węgiel (nazwa systematyczna: tricyklo[1.1.1.01,3]pentan, CAS 35634-10-7). Po raz pierwszy został otrzymany w 1982 r., lecz przez dłuższy czas toczono dyskusję dotyczącą istnienia tego wspólnego wiązania. Dopiero analiza gęstości elektronów dowiodła, że to wiązanie istnieje, a co za tym idzie, że w [1.1.1]propellanie występują dwa odwrócone atomy węgla.
[1.1.1]Propellan nie jest związkiem stabilnym w podwyższonej temperaturze i przegrupowuje się w 114 °C w reakcji izomeryzacji termicznej do 3-metylenocyklobutenu, a w obecności kwasu octowego do pochodnej cyklobutanu. Energia steryczna [1.1.1]propellanu wynosi 102 kcal/mol (427 kJ/mol).
Można go otrzymać z 3-chloro-2-(chlorometylo)propenu (CH2=C(CH2Cl)2), w wyniku jego kondensacji z bromoformem do 1,1-dibromo-2,2-bis(chlorometylo)cyklopropanu, który w wyniku działania metylolitu ulega cyklizacji do [1.1.1]propellanu.